# Ghezel Ghapi
Ghezel Ghapi – wieś w Iranie, w ostanie Azerbejdżan Zachodni, w szahrestanie Mahabad. W 2006 roku liczyła 1935 mieszkańców.